# Добрут
Добрут (пол. Dobrut) — село в Польщі, у гміні Оронсько Шидловецького повіту Мазовецького воєводства.
Населення — 379 осіб (2011).
У 1975-1998 роках село належало до Радомського воєводства.

## Демографія
Демографічна структура станом на 31 березня 2011 року:
|          | Загалом | Допрацездатний вік | Працездатний вік | Постпрацездатний вік |
| -------- | ------- | ------------------ | ---------------- | -------------------- |
| Чоловіки | 186     | 48                 | 118              | 20                   |
| Жінки    | 193     | 30                 | 109              | 54                   |
| Разом    | 379     | 78                 | 227              | 74                   |